# Kluis (Luik)
(De) Kluis (Frans: La Clouse) is een dorp in de streek het Land van Herve in België, tussen de plaatsen Hendrik-Kapelle (Henri-Chapelle) en Aubel. Kluis ligt in de gemeente Aubel in de provincie Luik in het Waalse gewest (Wallonië).

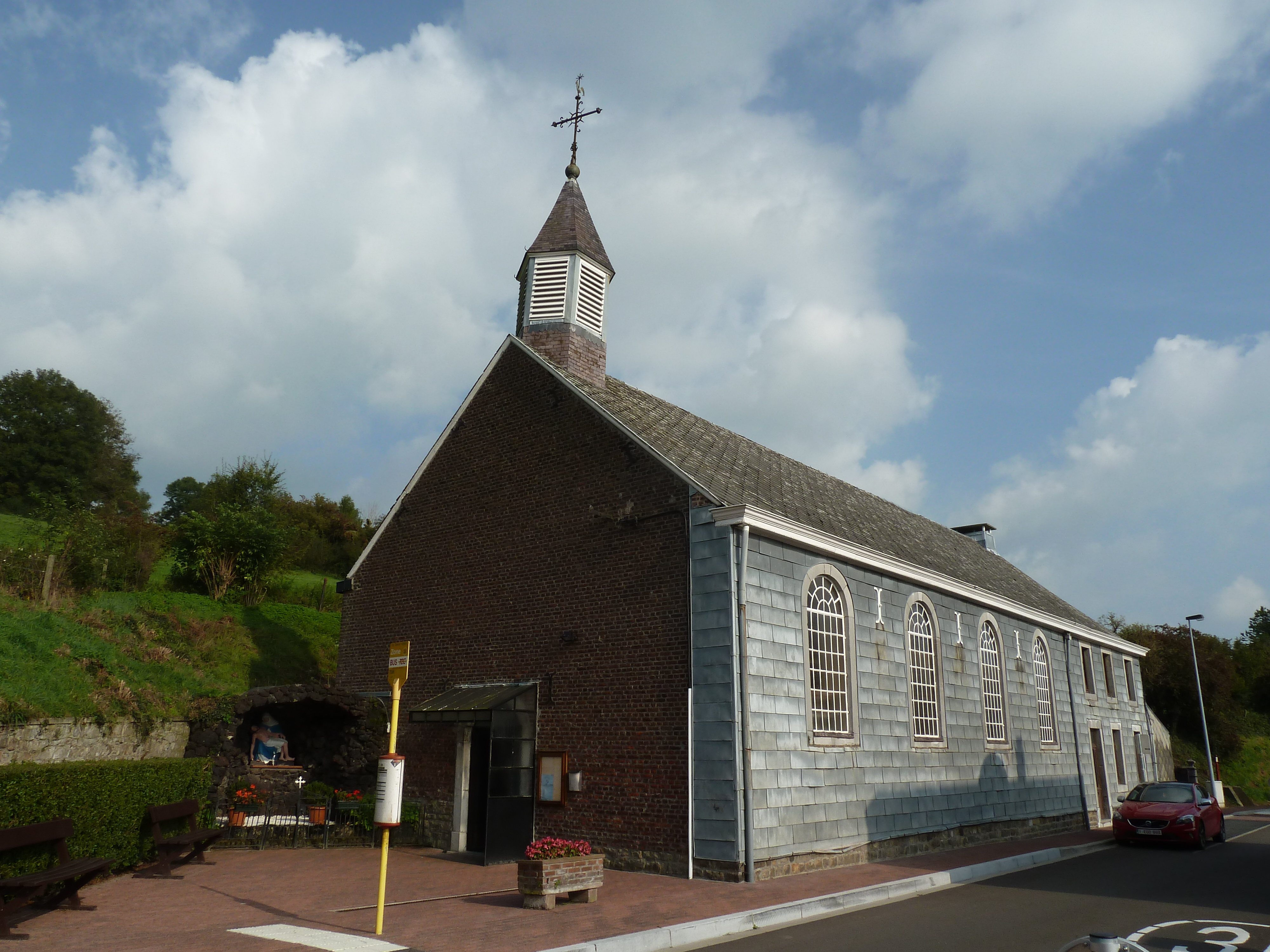
De Sint-Antonius Kluizenaarkerk in Kluis.

Kluis ligt op een hoogte van ongeveer 280 meter boven het dal van de Berwijn, niet ver van de bron van dit riviertje. Men vindt er de Sint-Antonius Kluizenaarkerk en, in de onmiddellijke nabijheid op het grondgebied van Blieberg, de Amerikaanse militaire begraafplaats Henri-Chapelle en de Agnus Deikerk, boven op het plateau aan de N612.

## Nabijgelegen kernen
Aubel, Homburg, Birven, Hendrik-Kapelle, Crawhez, Froidthier

## Wielrennen
Kluis bevindt zich op de zuidhelling van de waterscheiding tussen het dal van de Berwijn en het Gulpdal. Zowel vanuit het zuiden als vanuit het westen kan de heuvel door het dorp heen beklommen worden, om richting het oosten het dorp te verlaten en de top aan de N612 te bereiken, vlakbij de Agnus Deikerk. De klim vanuit buurtschap Florence in het zuiden is 1,4 kilometer lang en die vanuit Aubel in het westen is 2,6 kilometer lang. Bij beide bevindt het steilste stuk zich in het tweede deel met 12,8 procent. Deze klim is meermaals opgenomen in de Volta Limburg Classic en wordt ook wel Birven genoemd, naar de buurtschap ten oosten van Kluis.
Ook ten noordwesten van het dorp kan de heuvelrug beklommen worden, via de weg Berg Clouse. Deze klim is ongeveer één kilometer lang en een stuk steiler (tot 18 procent aan het eind) en komt ten noordwesten van de Amerikaanse begraafplaats uit op de N612.